# 三宅なほみ
三宅なほみ（みやけ なほみ、1949年6月8日 - 2015年5月29日）は、日本の認知科学者。東京大学元教授（没後、東京大学名誉教授を追贈）。東京都出身。
夫は中京大学・放送大学教授などを歴任し、2022年現在、一般社団法人教育環境デザイン研究所理事や放送大学客員教授などを務める三宅芳雄。

## 人物
旧姓・谷本（たにもと）。1972年、お茶の水女子大学文教育学部卒。1974年、東京大学大学院教育学研究科修士課程修了。1982年、カリフォルニア大学サンディエゴ校心理学科博士課程修了、Ph.D.。1984年、青山学院女子短期大学一般教育科目助教授、1991年、中京大学情報科学部教授、2008年、東京大学教育学研究科教授、2013年、同「大学総合教育研究センター」教授・「大学発教育支援コンソーシアム推進機構」(CoREF)副機構長。2014年定年・特任教授。2005-2006年日本認知科学会会長。2015年、癌により逝去。東京大学名誉教授を追贈された。
専攻は認知科学、学習科学。研究テーマは協調的認知過程、テクノロジによる知的創造活動支援。

## 著書
- 『インターネットの子どもたち』 - 1997 岩波書店「今ここに生きる子ども」シリーズ ISBN 978-4-00-026058-9 [6]

### 共編著
- 『Logoハンドブック ことばあそびとリスト処理』 - 1984 CBSソニー出版（共著）ISBN 978-4-78-970133-4
- 『教室にマイコンをもちこむ前に』 - 1985 新曜社（編）ASIN B000J6TOXE
- 『対談 教育とコンピュータ 新しい学びの創造をめざして』 - 1987 新曜社（編）
- 『電脳教育論 対談=斎藤次郎vs三宅なほみ・森毅vs三宅なほみ』 - 1987 日本ソフトバンク出版事業部（斎藤次郎・森毅 共著）ISBN 978-49-3-079573-1
- 『高等教育シリーズ 大学授業を活性化する方法』 - 2004 玉川大学出版部（杉江修治・関田一彦・安永悟 共編著）ISBN 978-44-7-240300-2
- 『学習科学とテクノロジ』 - 2003 放送大学教育振興会（白水始 共編著）ISBN 978-45-9-523618-1
- 『認知科学への招待 2』 - 2006 研究社（大津由紀雄・波多野誼余夫 共編著）ISBN 978-43-2-737812-7
- 『教育心理学概論』（新訂） - 2014 放送大学教育振興会（三宅芳雄 共著）ISBN 978-45-9-531464-3

### 翻訳
- 『21世紀型スキル 学びと評価の新たなかたち』（P.グリフィン・B.マクゴー・E.ケア編） - 2014 北大路書房（監訳、益川弘如・望月俊男 翻訳）ISBN 978-47-6-282857-7

## 論文
- Cinii
- 科学研究費助成事業データベース